# Nesa
"La Nesa " è un torrente della provincia di Bergamo. Nasce dal monte Corna Bianca, nelle prealpi Orobie, in territorio di Nembro nei pressi della frazione Salmezza, in un contesto naturale di alto pregio tra bellissimi declivi erbosi e boscaglie. Numerosi sono i piccoli ruscelli sorgentizi che scorrendo nella conca erbosa di Salmezza danno poi origine al torrente vero e proprio. La Nesa solca la Val Formica, fungendo, nella parte alta del suo corso, da confine tra i territori di Nembro e Alzano.  Scorre poi quasi interamente nel comune di Alzano Lombardo in un territorio molto selvaggio, diversificato e ricco di specie vegetali. Il torrente bagna le frazioni Burro, Brumano, Büsa e Nese. Confluisce dopo 7 km da destra nel Serio tra Alzano e Ranica, in Val Seriana.
L'origine del nome dovrebbe derivare dal sostantivo latino amnis, che starebbe ad indicare una corrente impetuosa, un torrente rapido.
Durante il suo corso crea un notevole numero di pozze e forre, meta estiva di un gran numero di persone alla ricerca di refrigerio.